# Bollstanäs
Bollstanäs är ett villasamhälle i Upplands Väsby kommun i Stockholms län. Området räknas, tillsammans med Odenslunda, som en av fem kommundelar i Upplands Väsby. Bollstanäs var tidigare en del av Fresta socken, som 1952 bildade Upplands-Väsby landskommun.. Bollstanäs ligger öster om E4-an, Uppsalavägen, invid Norrvikens nordvästra strand. I söder gränsar Bollstanäs till Rotebro i Sollentuna kommun och i sydöst till Täby Kommun. 
Bollstanäs har anor som går tillbaka till en ursprungligen förhistorisk by, Grimsta, som 1789 köptes av kamrer Johan Henrik Boll. Han lät bygga en herrgård, som från 1794 benämndes Bollstanäs. År 1907 köptes gården av Rotebro-Bollstanäs Småbruks A/B som styckade av tomter. I mitten av 1910-talet fanns det ett 40-tal egnahem och handelsträdgårdar i Bollstanäs. Orten har därefter utvecklats som villa- och trädgårdsstad och är idag ett tillväxtområde som domineras av modern villa- och radhusbebyggelse. 
Kommundelen Odenslunda/Bollstanäs är, med cirka 10 000 invånare, den del av Upplands Väsby kommun som har den lägsta andelen pensionärer och den högsta andelen barn. Det kan jämföras med 1950, då det bodde sammanlagt knappt 1 000 personer i de båda orterna. Bollstanäs gränsar i nordväst till handelsområdet Bredden med service och butiker.

## Befolkningsutveckling
| Befolkningsutvecklingen i Bollstanäs 1950–1970 | Befolkningsutvecklingen i Bollstanäs 1950–1970 | Befolkningsutvecklingen i Bollstanäs 1950–1970 | Befolkningsutvecklingen i Bollstanäs 1950–1970 | Befolkningsutvecklingen i Bollstanäs 1950–1970 |
| ---------------------------------------------- | ---------------------------------------------- | ---------------------------------------------- | ---------------------------------------------- | ---------------------------------------------- |
|                                                |                                                |                                                |                                                |                                                |
| År                                             |                                                |                                                | Folkmängd                                      | Areal (ha)                                     |
| 1950                                           | 1950                                           |                                                | 637                                            |                                                |
| 1960                                           | 1960                                           |                                                | 575                                            | 185                                            |
| 1965                                           | 1965                                           |                                                | 557                                            | 185                                            |
| 1970                                           | 1970                                           |                                                | 463                                            |                                                |
| Anm.: Sammanvuxen med Upplands-Väsby 1975.     |                                                |                                                |                                                |                                                |

## Skolor
I Bollstanäs finns både grund- och förskola. Breddenskolan och Bollstanäs Skola är båda kommunala grundskolor som utbildar elever från föreskoleklass till årskurs 5. Kommunala högstadieskolan Grimstaskolan tar emot elever från årskurs 6 till 9. 